# Théodore de Banville
Théodore Faullain de Banville (n. 14 martie 1823, Moulins, Auvergne, Franța – d. 13 martie 1891, Paris, Île-de-France, Franța) a fost un poet francez, reprezentant al poeziei parnasiene.
Adept al teoriei artă pentru artă, versurile sale se caracterizează prin virtuozitatea formei.

## Opera
- 1842: Cariatidele ("Les cariatides");
- 1857: Ode funambulești ("Odes funambulesques");
- 1871: Mic tratat de poezie franceză ("Petit traité de poésie française")
- 1873: Treizeci și șase de balade vesele în maniera lui François Villon ("Trente-six ballades joyeuses à la manière de François Villon");
- 1875: Rondeluri compuse în maniera lui Charles d'Orléans ("Rondels composés à la manière de Charles d'Orléans")